# Adenophlebia
Adenophlebia is een geslacht van haften (Ephemeroptera) uit de familie Leptophlebiidae.

## Soorten
Het geslacht Adenophlebia omvat de volgende soorten:
- Adenophlebia auriculata
- Adenophlebia burgeoni
- Adenophlebia dislocans
- Adenophlebia infuscata
- Adenophlebia peringueyella
- Adenophlebia sylvatica